# Cratere Cori (Venere)
Cori è un cratere sulla superficie di Venere. È dedicato alla biochimica ceca naturalizzata statunitense Gerty Theresa Cori, nata Radnitz.